# Messico ai Giochi olimpici
Il Messico ha partecipato per la prima volta ai Giochi olimpici nel 1900.
Gli atleti messicani hanno vinto complessivamente 73 medaglie ai Giochi olimpici estivi, nessuna ai Giochi olimpici invernali.
Il Comitato Olimpico Messicano venne creato e riconosciuto dal CIO nel 1923.

## Medaglieri

### Medaglie alle Olimpiadi estive

Variazioni del numero di medaglie vinte dal Messico Olimpiadi tra il 1896 e il 2012.

| Giochi                 | Oro              | Argento          | Bronzo           | Totale           |
| ---------------------- | ---------------- | ---------------- | ---------------- | ---------------- |
| 1896 Atene             | non partecipante | non partecipante | non partecipante | non partecipante |
| 1900 Parigi            | 0                | 0                | 1                | 1                |
| 1904 St. Louis         | non partecipante | non partecipante | non partecipante | non partecipante |
| 1908 Londra            | non partecipante | non partecipante | non partecipante | non partecipante |
| 1912 Stoccolma         | non partecipante | non partecipante | non partecipante | non partecipante |
| 1920 Anversa           | non partecipante | non partecipante | non partecipante | non partecipante |
| 1924 Parigi            | 0                | 0                | 0                | 0                |
| 1928 Amsterdam         | 0                | 0                | 0                | 0                |
| 1932 Los Angeles       | 0                | 2                | 0                | 2                |
| 1936 Berlino           | 0                | 0                | 3                | 3                |
| 1948 Londra            | 2                | 1                | 2                | 5                |
| 1952 Helsinki          | 0                | 1                | 0                | 1                |
| 1956 Melbourne         | 1                | 0                | 1                | 2                |
| 1960 Roma              | 0                | 0                | 1                | 1                |
| 1964 Tokyo             | 0                | 0                | 1                | 1                |
| 1968 Città del Messico | 3                | 3                | 3                | 9                |
| 1972 Monaco            | 0                | 1                | 0                | 1                |
| 1976 Montreal          | 1                | 0                | 1                | 2                |
| 1980 Mosca             | 0                | 1                | 3                | 4                |
| 1984 Los Angeles       | 2                | 3                | 1                | 6                |
| 1988 Seul              | 0                | 0                | 2                | 2                |
| 1992 Barcellona        | 0                | 1                | 0                | 1                |
| 1996 Atlanta           | 0                | 0                | 1                | 1                |
| 2000 Sydney            | 1                | 2                | 3                | 6                |
| 2004 Atene             | 0                | 3                | 1                | 4                |
| 2008 Pechino           | 2                | 0                | 2                | 4                |
| 2012 Londra            | 1                | 3                | 4                | 8                |
| 2016 Rio de Janeiro    | 0                | 3                | 2                | 5                |
| 2020 Tokyo             | 0                | 0                | 4                | 4                |
| 2024 Parigi            | 0                | 3                | 2                | 5                |
| Totale                 | 13               | 27               | 38               | 78               |

### Medaglie alle Olimpiadi invernali
| Giochi                      | Oro              | Argento          | Bronzo           | Totale           |
| --------------------------- | ---------------- | ---------------- | ---------------- | ---------------- |
| 1924 Chamonix               | non partecipante | non partecipante | non partecipante | non partecipante |
| 1928 St. Moritz             | 0                | 0                | 0                | 0                |
| 1932 Lake Placid            | non partecipante | non partecipante | non partecipante | non partecipante |
| 1936 Garmisch-Partenkirchen | non partecipante | non partecipante | non partecipante | non partecipante |
| 1948 St. Moritz             | non partecipante | non partecipante | non partecipante | non partecipante |
| 1952 Oslo                   | non partecipante | non partecipante | non partecipante | non partecipante |
| 1956 Cortina d'Ampezzo      | non partecipante | non partecipante | non partecipante | non partecipante |
| 1960 Squaw Valley           | non partecipante | non partecipante | non partecipante | non partecipante |
| 1964 Innsbruck              | non partecipante | non partecipante | non partecipante | non partecipante |
| 1968 Grenoble               | non partecipante | non partecipante | non partecipante | non partecipante |
| 1972 Sapporo                | non partecipante | non partecipante | non partecipante | non partecipante |
| 1976 Innsbruck              | non partecipante | non partecipante | non partecipante | non partecipante |
| 1980 Lake Placid            | non partecipante | non partecipante | non partecipante | non partecipante |
| 1984 Sarajevo               | 0                | 0                | 0                | 0                |
| 1988 Calgary                | 0                | 0                | 0                | 0                |
| 1992 Albertville            | 0                | 0                | 0                | 0                |
| 1994 Lillehammer            | 0                | 0                | 0                | 0                |
| 1998 Nagano                 | non partecipante | non partecipante | non partecipante | non partecipante |
| 2002 Salt Lake City         | 0                | 0                | 0                | 0                |
| 2006 Torino                 | non partecipante | non partecipante | non partecipante | non partecipante |
| 2010 Vancouver              | 0                | 0                | 0                | 0                |
| 2014 Sochi                  | 0                | 0                | 0                | 0                |
| 2018 PyeongChang            | 0                | 0                | 0                | 0                |
| 2022 Pechino                | 0                | 0                | 0                | 0                |
| Totale                      | 0                | 0                | 0                | 0                |

## Medaglie per disciplina
Dati aggiornati: 2024
| Sport              | Oro | Argento | Bronzo | Totale |
| ------------------ | --- | ------- | ------ | ------ |
| Atletica           | 3   | 6       | 2      | 11     |
| Pugilato           | 2   | 4       | 8      | 14     |
| Taekwondo          | 2   | 2       | 3      | 7      |
| Equitazione        | 2   | 1       | 4      | 7      |
| Tuffi              | 1   | 8       | 8      | 17     |
| Sollevamento pesi  | 1   | 0       | 3      | 4      |
| Nuoto              | 1   | 0       | 1      | 2      |
| Calcio             | 1   | 0       | 1      | 2      |
| Tiro con l'arco    | 0   | 1       | 3      | 4      |
| Ciclismo           | 0   | 1       | 1      | 2      |
| Scherma            | 0   | 1       | 0      | 1      |
| Tiro               | 0   | 1       | 0      | 1      |
| Lotta              | 0   | 1       | 0      | 1      |
| Polo               | 0   | 0       | 1      | 1      |
| Pallacanestro      | 0   | 0       | 1      | 1      |
| Pentathlon moderno | 0   | 0       | 1      | 1      |
| Totale             | 13  | 27      | 38     | 78     |